# Maikel van der Werff
Maikel van der Werff (* 22. dubna 1989, Hoorn, Nizozemsko) je nizozemský fotbalový obránce, který v současné době působí v klubu PEC Zwolle. Haje na postu stopera (středního obránce).

## Klubová kariéra
V Nizozemsku nejprve profesionálně působil v FC Volendam. V lednu 2013 přestoupil do PEC Zwolle.
V ročníku 2013/14 vyhrál s PEC nizozemský fotbalový pohár (KNVB beker), první v historii klubu. Finále proti Ajaxu Amsterdam skončilo výsledkem 5:1. S PEC si zahrál ve 4. předkole Evropské ligy 2014/15, kde byl jeho tým vyřazen českým klubem AC Sparta Praha.